# كونتزي
كونتزي (بالإنجليزية: Kountze, Texas) هي مدينة تقع بولاية تكساس في شمال شرق الولايات المتحدة. تبلغ مساحة هذه المدينة 10.3 (كم²)، وترتفع عن سطح البحر 26 م، بلغ عدد سكانها 2115 نسمة في عام 2000 حسب إحصاء مكتب تعداد الولايات المتحدة وتصل الكثافة السكانية فيها 205.7 نسمة/كم2.

## التركيبة السكانية
حدّد مكتب تعداد الولايات المتحدة بيانات التركيبة السكانية لكونتزي في تعداد الولايات المتحدة. في ما يلي، التركيبة السكانية حسب تعدادي 2000 و2010.

### تعداد عام 2000
بلغ عدد سكان كونتزي 2,115 نسمة بحسب تعداد عام 2000، وبلغ عدد الأسر 747 أسرة وعدد العائلات 538 عائلة مقيمة في المدينة. في حين سجلت الكثافة السكانية 204.9 نسمة لكل كيلومتر مربع (530.7/ميل2). وبلغ عدد الوحدات السكنية 897 وحدة بمتوسط كثافة قدره 86.9 لكل كيلومتر مربع (225.1/ميل2).
وتوزع التركيب العرقي للمدينة بنسبة 70.59% من البيض و26.43% من الأمريكيين الأفارقة و0.66% من الأمريكيين الأصليين و0.43% من الأمريكيين ذوي الأصول الآسيوية و0.09% من سكان جزر المحيط الهادئ و0.71% من الأعراق الأخرى و1.09% من عرقين مختلطين أو أكثر و2.84% من الهسبانيون أو اللاتينيون من أي عرق.
بلغ عدد الأسر 747 أسرة كانت نسبة 42% منها لديها أطفال تحت سن الثامنة عشر تعيش معهم، وبلغت نسبة الأزواج القاطنين مع بعضهم البعض 50.9% من أصل المجموع الكلي للأسر، ونسبة 15.9% من الأسر كان لديها معيلات من الإناث دون وجود شريك، بينما كانت نسبة 5.2% من الأسر لديها معيلون من الذكور دون وجود شريكة وكانت نسبة 28% من غير العائلات. تألفت نسبة 25.8% من أصل جميع الأسر من عدة أفراد يعيشون في نفس المنزل ونسبة 11.1% كانت تتألف من شخص يعيش بمفرده يبلغ من العمر 65 عاماً أو أكثر. وبلغ متوسط حجم الأسرة المعيشية 2.67، أما متوسط حجم العائلات فبلغ 3.20.
بلغ العمر الوسطي للسكان 33.8 عاماً. وكانت نسبة 29% من القاطنين تحت سن الثامنة عشر، وكانت نسبة 7.5% بين الثامنة عشر والرابعة والعشرين عاماً، ونسبة 26.7% كانت واقعةً في الفئة العمرية ما بين الخامسة والعشرين والرابعة والأربعين عاماً، ونسبة 20% كانت ما بين الخامسة والأربعين والرابعة والستين، ونسبة 11.1% كانت ضمن فئة الخامسة والستين عاماً فما فوق. يوجد لكل 100 أنثى 91.9 ذكر، ويوجد لكل 100 أنثى في الثامنة عشر من عمرها فما فوق 85.8 ذكر.
بلغ متوسط دخل الأسرة في المدينة 28,352 دولارًا، أما متوسط دخل العائلة فبلغ 34,318 دولارًا. وكان متوسط دخل الذكور 30,656 دولارًا مقابل 22,083 دولارًا للإناث. وسجل دخل الفرد الخاص بالمدينة 13,522 دولارًا. وكانت نسبة 19% من العائلات ونسبة 21% من السكان تحت خط الفقر، وكان من هؤلاء نسبة 30.2% تحت سن الثامنة عشر ونسبة 24.9% في الخامسة والستين من العمر وما فوق.

### تعداد عام 2010
بلغ عدد سكان كونتزي 2,123 نسمة بحسب تعداد عام 2010، وبلغ عدد الأسر 767 أسرة وعدد العائلات 562 عائلة مقيمة في المدينة. في حين سجلت الكثافة السكانية 205.7 نسمة لكل كيلومتر مربع (532.8/ميل2). وبلغ عدد الوحدات السكنية 875 وحدة بمتوسط كثافة قدره 84.8 لكل كيلومتر مربع (219.6/ميل2).
وتوزع التركيب العرقي للمدينة بنسبة 72.35% من البيض و23.08% من الأمريكيين الأفارقة و0.19% من الأمريكيين الأصليين و0.85% من الأمريكيين ذوي الأصول الآسيوية و1.32% من الأعراق الأخرى و2.21% من عرقين مختلطين أو أكثر و4.99% من الهسبانيون أو اللاتينيون من أي عرق.
بلغ عدد الأسر 767 أسرة كانت نسبة 40.3% منها لديها أطفال تحت سن الثامنة عشر تعيش معهم، وبلغت نسبة الأزواج القاطنين مع بعضهم البعض 47.8% من أصل المجموع الكلي للأسر، ونسبة 19% من الأسر كان لديها معيلات من الإناث دون وجود شريك، بينما كانت نسبة 6.4% من الأسر لديها معيلون من الذكور دون وجود شريكة وكانت نسبة 26.7% من غير العائلات. تألفت نسبة 23.7% من أصل جميع الأسر من عدة أفراد يعيشون في نفس المنزل ونسبة 10% كانت تتألف من شخص يعيش بمفرده يبلغ من العمر 65 عاماً أو أكثر. وبلغ متوسط حجم الأسرة المعيشية 2.70، أما متوسط حجم العائلات فبلغ 3.18.
بلغ العمر الوسطي للسكان 36.6 عاماً. وكانت نسبة 28% من القاطنين تحت سن الثامنة عشر، وكانت نسبة 8.6% بين الثامنة عشر والرابعة والعشرين عاماً، ونسبة 24.4% كانت واقعةً في الفئة العمرية ما بين الخامسة والعشرين والرابعة والأربعين عاماً، ونسبة 23.7% كانت ما بين الخامسة والأربعين والرابعة والستين، ونسبة 15.2% كانت ضمن فئة الخامسة والستين عاماً فما فوق. وتوزع التركيب الجنسي للسكان بنسبة 48.8% ذكور و51.2% إناث.

## وصلات خارجية
- City of Kountze نسخة محفوظة 8 يونيو 2013 على موقع واي باك مشين.
- The US50 - Cities and Towns in Texas State